# Grabhügel bei Aukrug-Bargfeld

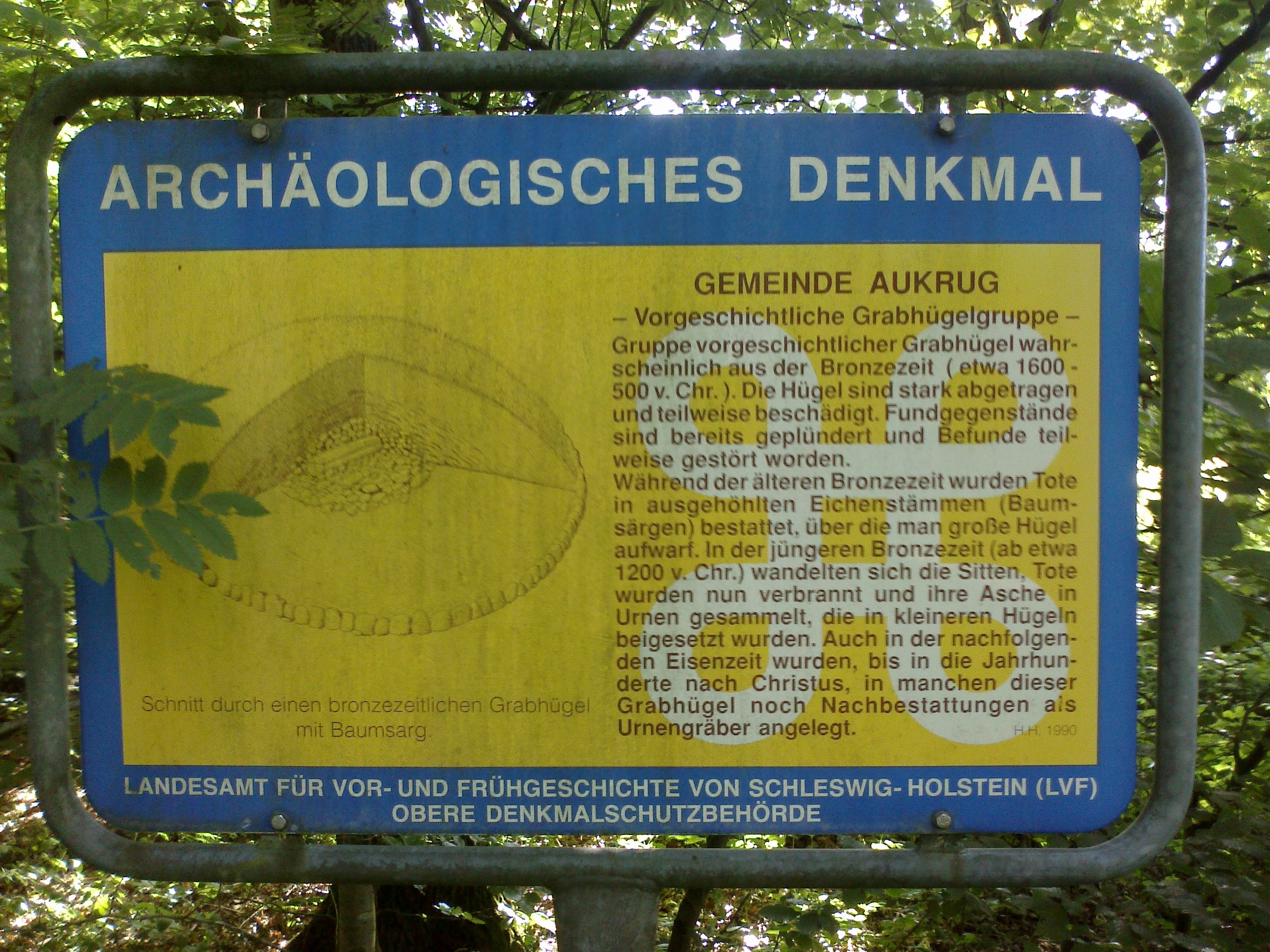
Informationstafel an der Grabhügelgruppe

Die Grabhügel bei Aukrug-Bargfeld sind Reste einer Grabhügelgruppe, die von der vorgeschichtlichen Besiedlung der Region um Aukrug im Kreis Rendsburg-Eckernförde in Schleswig-Holstein zeugen. Im Naturpark Aukrug sind insgesamt dreizehn Grabhügel erhalten und unter Denkmalschutz gestellt.